# Leptogenys rufa
Leptogenys rufa é uma espécie de formiga do gênero Leptogenys, pertencente à subfamília Ponerinae.